# Gorka Verdugo
Pour les articles homonymes, voir Verdugo.
Gorka Verdugo Marcotegui est un coureur cycliste espagnol né le 4 novembre 1978 à Etxarri-Aranatz. Il court toute sa carrière (2004-2013) au sein de l'équipe espagnole Euskaltel Euskadi.

## Biographie
Gorka Verdugo ne compte aucune victoire dans sa carrière professionnelle. Bon grimpeur, il a notamment terminé septième de Paris-Nice et dixième du Tour de Catalogne en 2008. En 2012, il se classe onzième du Tour d'Espagne, son meilleur résultat dans un grand tour.

## Palmarès et classements mondiaux

### Palmarès amateur
- 2001
  - 2e de la San Martín Proba
  - 2e du Premio San Pedro
  - 2e du Dorletako Ama Saria
- 2002
  - Pampelune-Bayonne
  - 2e de la Lazkaoko Proba
  - 3e de la San Martín Proba
- 2003
  - Prueba San Juan
  - Bayonne-Pampelune
  - Premio San Pedro
  - 3e de la Subida a Urraki

### Palmarès professionnel
- 2008
  - 7e de Paris-Nice
  - 10e du Tour de Catalogne
- 2012
  - 3e du Tour du Piémont

### Résultats sur les grands tours

#### Tour de France
7 participations
- 2006 : 75e
- 2007 : 48e
- 2008 : 73e
- 2009 : 61e
- 2010 : 36e
- 2011 : 25e
- 2012 : abandon (8e étape)

#### Tour d'Italie
2 participations
- 2005 : 68e
- 2013 : 64e

#### Tour d'Espagne
4 participations
- 2010 : 84e
- 2011 : 36e
- 2012 : 11e
- 2013 : 63e

### Classements mondiaux
| Année                  | 2008 | 2009 | 2010 | 2011 | 2012 | 2013 |
| ---------------------- | ---- | ---- | ---- | ---- | ---- | ---- |
| Classement ProTour     | 122e |      |      |      |      |      |
| Calendrier mondial UCI |      | nc   | nc   |      |      |      |
| UCI World Tour         |      |      |      | nc   | 100e | 217e |